# Finn Døssing
Finn Døssing Jensen (Viborg, 27 aprile 1941 – 24 giugno 2022) è stato un calciatore danese, di ruolo attaccante.

## Carriera

### Club
Døssing iniziò la carriera nel Viborg, giocandovi dal 1958 al 1964.
Nel dicembre 1964 passa insieme allo svedese Örjan Persson al Dundee Utd per la cifra totale di £10000, con cui gioca sino al dicembre 1967 nella massima serie scozzese.
Con gli Arabs partecipò alla Coppa delle Fiere 1966-1967, ove eliminò nei sedicesimi di finale i campioni in carica del Barcellona, prima squadra scozzese a vincere in una trasferta in Spagna, ma venendo eliminato nel turno successivo dagli italiani della Juventus.
Venne inserito nel famedio del club nel 2008 e detiene il record della rete più veloce degli Arabs, ovvero un gol segnato do 14 secondi all'Hamilton Academical.
Nell'estate 1967 con gli scozzesi disputò il campionato nordamericano organizzato dalla United Soccer Association: accadde infatti che tale campionato fu disputato da formazioni europee e sudamericane per conto delle franchigie ufficialmente iscritte al campionato, che per ragioni di tempo non avevano potuto allestire le proprie squadre. Il Dundee United rappresentò il Dallas Tornado, che concluse la Western Division al sesto ed ultimo posto.
Nel dicembre 1967 Døssing torna in patria, in forza all'Aalborg, con cui ottiene l'undicesimo posto nella 1. division 1968. Al termine della stagione si ritira dal calcio giocato e torna nella natia Viborg.

### Nazionale
Ha giocato nel 1963 un incontro con la nazionale Under-21 danese, segnando anche una rete.

## Statistiche

### Cronologia presenze e reti in nazionale
| Cronologia completa delle presenze e delle reti in nazionale ― Danimarca under 21 | Cronologia completa delle presenze e delle reti in nazionale ― Danimarca under 21 | Cronologia completa delle presenze e delle reti in nazionale ― Danimarca under 21 | Cronologia completa delle presenze e delle reti in nazionale ― Danimarca under 21 | Cronologia completa delle presenze e delle reti in nazionale ― Danimarca under 21 | Cronologia completa delle presenze e delle reti in nazionale ― Danimarca under 21 | Cronologia completa delle presenze e delle reti in nazionale ― Danimarca under 21 | Cronologia completa delle presenze e delle reti in nazionale ― Danimarca under 21 |
| Data                                                                              | Città                                                                             | In casa                                                                           | Risultato                                                                         | Ospiti                                                                            | Competizione                                                                      | Reti                                                                              | Note                                                                              |
| --------------------------------------------------------------------------------- | --------------------------------------------------------------------------------- | --------------------------------------------------------------------------------- | --------------------------------------------------------------------------------- | --------------------------------------------------------------------------------- | --------------------------------------------------------------------------------- | --------------------------------------------------------------------------------- | --------------------------------------------------------------------------------- |
| 15-9-1963                                                                         | Copenaghen                                                                        | Danimarca under 21                                                                | 5 – 2                                                                             | Norvegia under 21                                                                 | Amichevole                                                                        | 1                                                                                 |                                                                                   |
| Totale                                                                            |                                                                                   | Presenze                                                                          | 1                                                                                 |                                                                                   | Reti                                                                              | 1                                                                                 |                                                                                   |